# Афіна Промахос

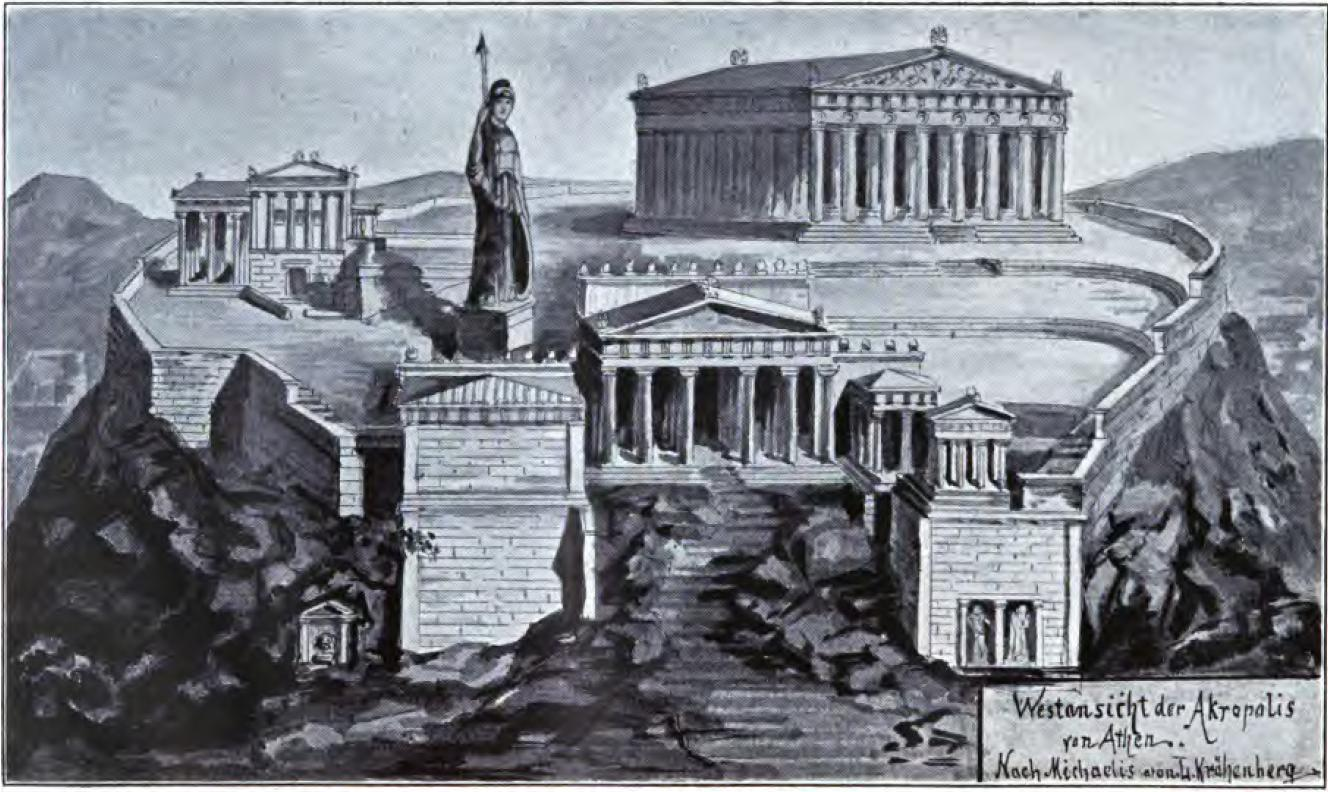
Спрощена реконструкція Афінського акрополя доби Перикла, ліворуч від Пропілей статуя Афіни Промахос

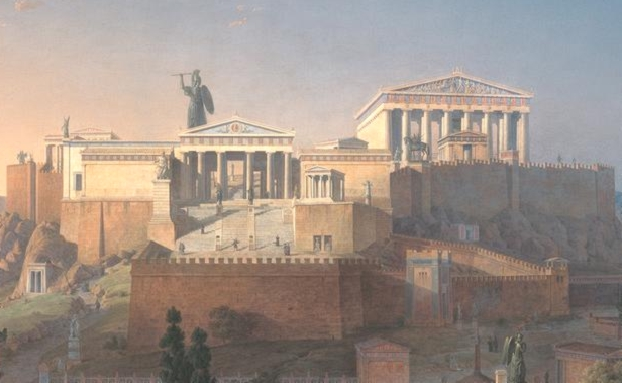
Бронзова Афіна Промахос височіє на Афінським акрополем, ідеалізована реконструкція міста доби Перикла, Лео фон Кленце

Афіна Промахос або Атена Промахос (дав.-гр. Ἀθηνᾶ Πρόμαχος) — колосальна бронзова статуя давньогрецького скульптора Фідія, присвячена богині Афіні Промахос — Афіні Воїтельці, покровительці міста. Донині не збереглась, знайдені тільки фрагменти постаменту, на якому стояла Афіна. Існує кілька римських копій, одна з них експонується в Музеї К'ярамонті, Рим, інша відома як Афіна Медічі і експонується в Луврі.

## Історія
Після перемоги греків під Марафоном в 490 до н. е. вирішено створити на Акрополі поруч з прадавнім храмом Поліади (Афіни Заступниці міста) новий храм, присвячений Афіні Палладі. Цей храм був вужчим, ніж Парфенон, мав тільки 6 колон. Однак споруди так і не були завершені, оскільки перси захопили Афіни, повністю зруйнували місто і всі святині Акрополя. Повернення афінян в своє місто в 478 до н. е. стало початком нового етапу в житті Акрополя: зводиться південна стіна Акрополя, частково відновлюється храм Афіни Поліади, створюється колосальна бронзова статуя Афіни Промахос.
Афіна Промахос — одна з ранніх робіт Фідія, вона датована періодом між 465—455 роками до н. е., імовірно близько 460 до н. е. 9-метрову бронзову статую поставили серед руїн після зруйнування персами Акрополя (див. Греко-перські війни). Афіна Промахос була встановлена на головній вулиці Афінського акрополя між Пропілеями та Парфеноном. Композиційна вісь Пропілей тепер стала майже паралельною Парфенону і була орієнтована на Афіну Промахос.
Фідій створив інший образ Афіни — войовниці, грізної і суворої захисниці міста. Правою рукою вона спиралась на спис, у лівою тримала щит, голову вінчав шолом. Одягнена Афіна була в подвійну туніку, яка спадала прямими правильними складками. Афіна Промахос втілювала в собі військову міць Стародавніх Афін. Скульптура Афіни Промахос височіла над усім Акрополем. Усі мандрівники, що прибували до Афін з моря, бачили відблиски сонця від позолочених наконечника її списа та гребня шолому, ще на підході до мису Суніону.
Існує переказ, що при створенні статуї Афіни Промахос Фідій здобув перемогу у творчій битві зі своїм колегою Алкаменом, якому доручили розробити другий проект в надії на ефектніше виконання. Фідій, володіючи знаннями в оптиці і геометрії, врахував, що віддалені деталі зорово зменшуються в розмірах. Надмірно збільшена голова статуї без п'єдесталу здавалася потворною, представивши її в такому вигляді афінським громадянам, він ледве врятувався розлюченого демосу. Однак на високій колоні Афіна мала чудовий вигляд: побачивши настільки досконалий витвір, афіняни прославили Фідія і висміяли Алкамена.
Пізніше Афіна Промахос стала не єдиним зображенням Афіни на Акрополі. Крім неї у східній залі Парфенону була встановлена хрисоелефантинна статуя Афіни Парфенос, а також поблизу Пропілей стояла скульптура Афіни Лемнії, обидві створені Фідієм.
Понад тисячу років стояла Афіна Промахос на Афінському акрополі, допоки в середині 3 століття, за іншими джерелами пізніше — близько 460 р. нашої ери, скульптуру разом із іншими скульптурами Акрополя та скарбами Парфенону вивезли в Константинополь, столицю Східної Римської імперії. Єн Дженкінс, історик класики, куратор Британського музею, стверджував, що 1203 року Афіну Промахос безповротно зруйнував через забобони натовп християн, які вважали, що вона притягує до міста хрестоносців.